# Charitum Montes
Charitum Montes es un gran grupo de montañas en el cuadrángulo de Argyre del planeta Marte, ubicado a 58,4 ° de latitud sur y 40,29 ° de longitud oeste. Tiene 850 km de ancho y recibió su nombre de un nombre de una de las características de albedo en Marte. Charitum Montes tiene cárcavas en algunas áreas.

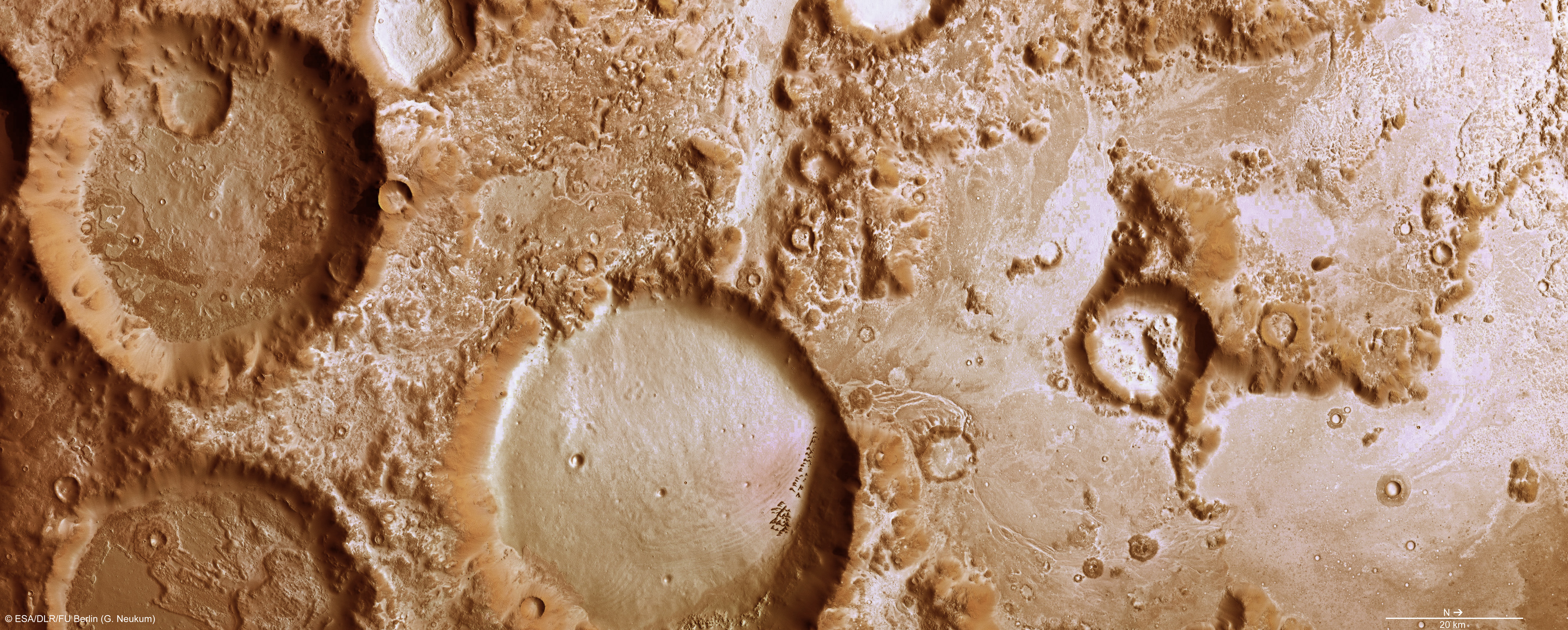
Charitum Montes, un país de las maravillas invernal lleno de cráteres de la cámara HRSC de Mars Express de la Agencia Espacial Europea
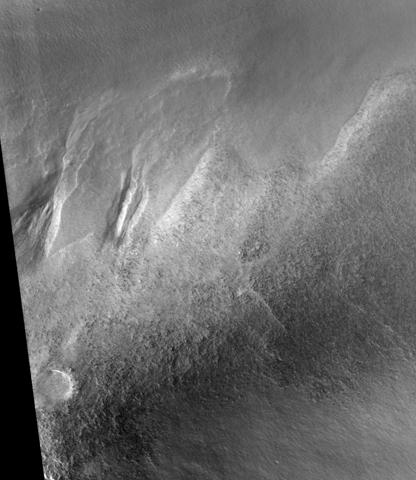
Barrancos Charitum Montes, vistos por HiRISE